# Hassan Brijany
Hassan Brijany, född 12 april 1961 i Iran, död 23 juli 2020 i Iran (vid tiden folkbokförd i Uppsala), var en svensk skådespelare av iransk härkomst.

## Biografi
Brijany växte upp i en välbärgad familj vid Kaspiska havet i norra Iran. Hans far ville att han skulle bli hjärnkirurg, men sonen var mer intresserad av teater. Han utbildade sig på scenskolan i Teheran, men tvingades i mitten av 1980-talet att lämna landet på grund av det hårdnande klimatet efter iranska revolutionen och kriget med Irak.
Som mycket språkbegåvad lärde sig Brijany svenska mycket snabbt och redan efter några månader i Sverige fick han anställning som tolk på Invandrarverket. Mot slutet av 1980-talet började Brijany åter med skådespelande och debuterade i en uppsättning av Främmande (av Allan Edwall) på Angeredteatern i Göteborg. Han medverkade i och skrev själv ett antal pjäser (bland annat för ungdomar) och kom efterhand även att medverka i olika tv-serier såsom Tre Kronor, Tusenbröder II, Orka! Orka! med flera. Under denna tid gjorde han också sitt första framträdande i TV, då han medverkade i ett par reklamfilmer för Svenska Spel.
Brijany blev mer känd för en större publik då han gestaltade herr Serbandi i filmen Hus i helvete (2002) av Susan Taslimi. Denna film fick på gott och ont även extra publicitet då den hade premiär strax efter mordet på Fadime Şahindal och därmed bidrog ytterligare till debatten kring hedersmord. Hus i helvete skildrar den iranskättade herr Serbandi och dennes problem med kvinnorna kring honom, däribland hans rebelliska dotter Minoo och hans fru. Serbandi har svårt anpassa sig till Sverige och rasar mot i synnerhet äldsta dotterns beteende men Hus i helvete är i grunden en komedi som skildrar kulturkrockar.
År 2006 medverkade Brijany bland annat i filmerna Babas bilar och Exit samt i TV-serierna Möbelhandlarens dotter, Hjälp (premiär 2007) och Mäklarna. Han spelade en av huvudrollerna i filmatiseringen Ett öga rött, som hade premiär 2007. Denna roll gav honom en Guldbagge i kategorin Bästa manliga biroll. Samma år medverkade han i novellfilmen George av kortfilmsregissören Alain Darborg om ett medelålderspar som av misstag adopterar en 63-årig lätt utvecklingsstörd man, vid namn George (Brijany), där man också skämtar om kulturkrockar. 2012 medverkade han i TV-serien Kontoret.
Hassan Brijany avled 2020 i Iran efter en tids sjukdom, bland annat i covid-19.

## Filmografi
- 2002 – Vera med flera
- 2002 – Hus i helvete
- 2003 – Paragraf 9 (TV-serie)
- 2004 – Tusenbröder II
- 2005 – Orka! Orka!
- 2006 – Exit
- 2006 – Babas bilar
- 2006 – Mäklarna
- 2006 – Möbelhandlarens dotter
- 2006 – LasseMajas detektivbyrå
- 2007 – Labyrint
- 2007 – Beck – Det tysta skriket
- 2007 – Råttatouille (röst som kocken Mustafa)
- 2007 – Ett öga rött
- 2007– 2009 – Hjälp!
- 2008 – Lasse-Majas detektivbyrå – Kameleontens hämnd
- 2008 – George (novellfilm)
- 2010 – Saltön
- 2012 – Kontoret
- 2014 – LasseMajas detektivbyrå – Stella Nostra
- 2017 – Sveriges bästa svensk
- 2020 – Sveriges bästa svensk, del 2

## Teater

### Roller (ej komplett)
| År   | Roll | Produktion                         | Regi            | Teater                |
| ---- | ---- | ---------------------------------- | --------------- | --------------------- |
| 2017 |      | Gösta Berlings saga Selma Lagerlöf | Rikard Lekander | Göteborgs stadsteater |